# Georges-Louis Leclerc de Buffon
Georges-Louis Leclerc, I conte di Buffon (Montbard, 7 settembre 1707 – Parigi, 16 aprile 1788), è stato un nobile, naturalista, matematico e astrofisico francese.
Esponente del movimento scientifico legato all'Illuminismo, accreditato come uno dei primi naturalisti a riconoscere la successione ecologica, le sue teorie avrebbero influito sulle generazioni successive di naturalisti, in particolare sugli evoluzionisti Jean-Baptiste Lamarck e Charles Darwin. Nato come George-Louis Leclerc, signore di Digione e di Montbard da una famiglia della piccola nobiltà, assunse il titolo di Conte di Buffon, con il quale è conosciuto universalmente, solo nel 1773.
La località eponima Buffon, nella Côte-d'Or, vicino al suo luogo di nascita, fu la signoria della famiglia Buffon.

## Biografia

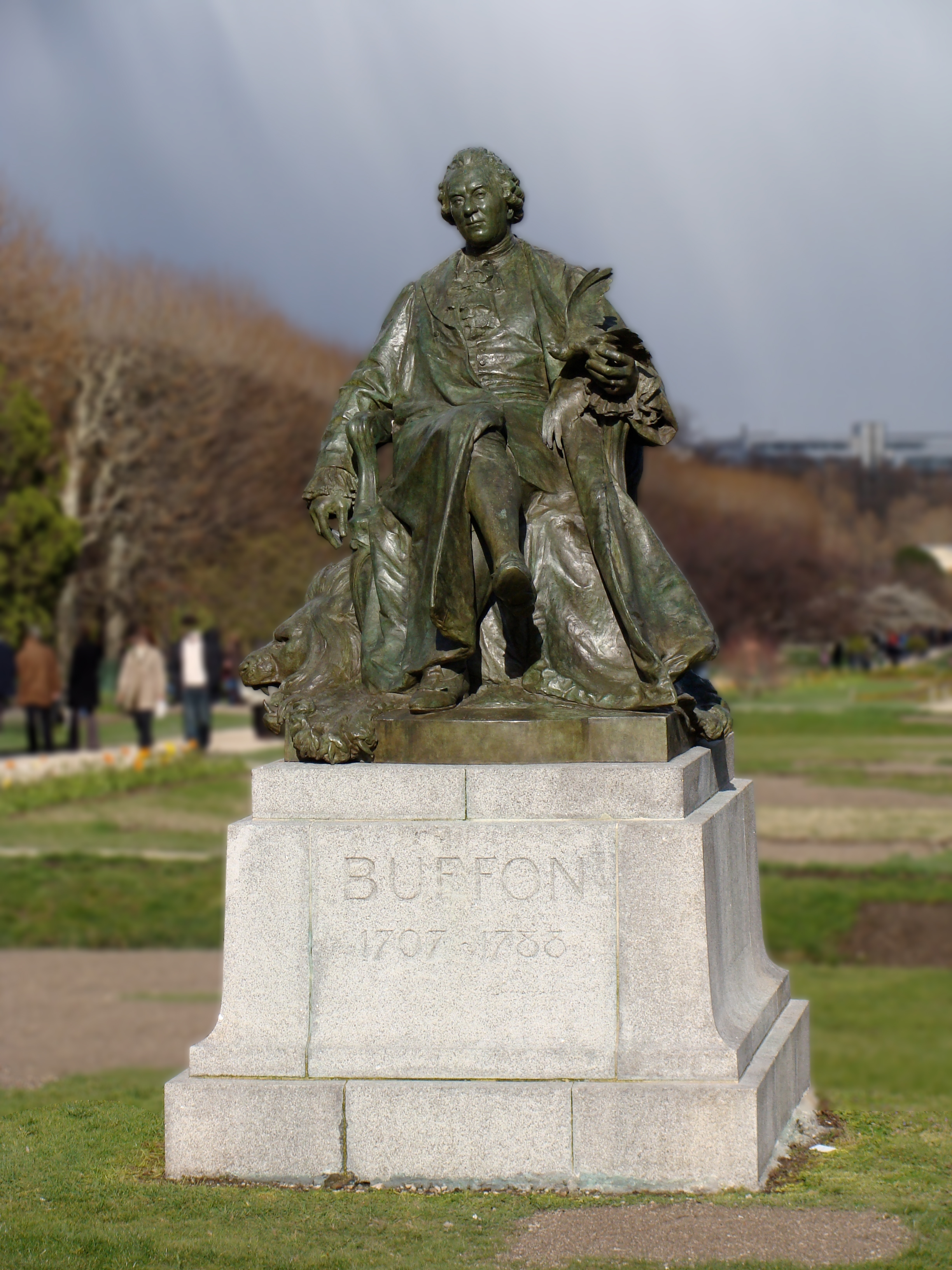
Statua di Buffon al Jardin des Plantes

Nacque a Montbard (Côte-d'Or). Suo padre, Benjamin Leclerc, era signore di Digione e di Montbard e consigliere al parlamento di Digione. Sua madre era dama Anne-Christine Marlin. Dopo il collegio dei gesuiti di Digione, studiò diritto. Preferendo la scienza, partì per studiare botanica e cosmologia ad Angers.
Coinvolto in un duello, si vide costretto a lasciare l'università. Viaggiò allora in Italia e in Inghilterra, finché il nuovo matrimonio del padre lo fece rientrare per badare alla sua eredità.
I suoi primi lavori sono orientati verso la matematica. In Sur le jeu du franc-carreau, introdusse per la prima volta il calcolo differenziale e il calcolo integrale in probabilità. È in questo periodo che tenne una corrispondenza con il matematico svizzero Gabriel Cramer e che provò l'esistenza degli specchi ustori di Archimede. In seguito si dedicò anima e corpo alle Scienze Biologiche a causa del suo desiderio di svelare, grazie ai suoi studi accademici in Biologia, i segreti che si celavano dietro le infinite forme viventi animali e vegetali, che riteneva argomento di studio enormemente più complesso della matematica e della fisica. Gli studi di biologia (zoologia, botanica) avvantaggiavano Buffon e, soprattutto, gli fornivano una visione molto più ampia delle manifestazioni vitali rispetto a quei colleghi (matematici, fisici) che, non conoscendo questi soggetti, si trovavano in difficoltà per la totale ignoranza nella fauna e nella flora. Grazie a questo intuì subito che tutte le specie, sia vegetali che animali, non sono fisse nella forma e funzione (quindi andava contro la teoria Fissista), ma in realtà, nel momento in cui una determinata specie vegetale o animale ha dato nascita a una forma migliorata (si dirà con Darwin "evoluta", termine che all'epoca non esisteva ancora), la precedente versione della medesima scompare.
Quindi Buffon, insieme a Lamarck che successivamente appoggerà molte delle sue teorie, è stato il primo, cento anni prima di C. Darwin, a dare una impronta dinamica agli organismi viventi e alle manifestazioni vitali. Inoltre, la sua preparazione di biologo gli permise di collezionare piante ed animali e di poterli catalogare introducendo un nuovo metodo di classificazione detto Binomiale che, contrariamente a quanto si pensa, fu proposto inizialmente da Buffon e poi migliorato da Linneo. Buffon classificava infatti per similitudine, mentre Linneo assumeva un numero maggiore di caratteri morfologici e zoogeografici in esame. Nella nomenclatura binomiale, il primo nome indica il genere, il secondo è un epiteto che definisce la specie all'interno di quel genere. Ad esempio il Leone è Panthera leo, il genere è "Panthera" e la specie "Panthera leo"; lo stesso per i vegetali, ad esempio la Rosa canina: il genere è "Rosa", la specie "Rosa canina". Introdusse anche il concetto di Classe, Ordine e Famiglia, arricchendo la tassonomia zoologica e botanica.
Un simile approccio oltre che per il Regno vegetale e animale, lo applicò anche per il Regno minerale.
Divenne intendente del Giardino del re (oggi Jardin des Plantes) a Parigi nel 1739. Eccellente amministratore, lo trasformò in centro di ricerca e in museo, ampliando considerevolmente il parco e facendo piantare alberi di ogni origine. Da quel momento si consacrò completamente alla storia naturale.
Si trasferì poi a Parigi dove conobbe Voltaire ed altri intellettuali, entrando poi all'Accademia francese delle scienze all'età di 26 anni.
La sua Storia naturale (Histoire naturelle), i cui primi volumi apparvero nel 1749, l'occupò per il resto della sua vita. Buffon ottenne per quest'opera ogni tipo di ricompensa e di onore: venne eletto membro dell'Académie française nel 1753.
Le sue relazioni con gli scienziati del tempo furono spesso difficili e lo portarono frequentemente a scontri, tra i quali quelli con Réaumur e Linneo, di cui contestò il metodo di classificazione. Accolse anche con scetticismo i lavori di Lazzaro Spallanzani e di Charles Bonnet. Per Buffon le variazioni tra specie erano dovute a degenerazioni.
Si sposò nel 1752; sua moglie morì nel 1769. Intrattenne relazioni molto buone con il re Luigi XV che gli permise in particolare, alla morte di Réaumur, di conferire le collezioni molto ricche di quest'ultimo (considerate tra le più grandi di Francia) al Gabinetto del re nonostante Réaumur le avesse lasciate all'Accademia delle Scienze.
Divenne conte di Buffon nel 1773. Prima di morire, poté vedere la sua statua posta all'ingresso del museo di storia naturale con questa iscrizione: Majestati Naturæ par ingenium. Morì a Parigi nel 1788 e fu sepolto in una cappella adiacente alla chiesa di Sainte-Urse Montbard; durante la Rivoluzione francese, la sua tomba venne forzata e saccheggiata del piombo che rivestiva la bara per produrre pallottole. Del suo corpo venne inizialmente salvato il cuore, che fu custodito da Suzanne Necker (moglie di Jacques Necker), ma in seguito andò perduto. Oggi giorno si conserva soltanto il cervelletto di Buffon, custodito nella base della statua che Luigi XVI aveva commissionato in suo onore nel 1776 a Pajou, presso il Museo nazionale di storia naturale di Francia.
Suo figlio fu ghigliottinato durante il Terrore. Durante la Rivoluzione, la gloria di suo padre non poté salvarlo dal patibolo: morì rivolgendo al popolo queste uniche parole: "Cittadini, io mi chiamo Buffon".

## Intitolazioni
Porta il suo nome la rue Buffon, una via del V arrondissement di Parigi che fiancheggia molte delle costruzioni del Museo nazionale di Storia naturale. Gli è stato intitolato il cratere lunare Buffon.

## Le sue opere
(Buffon nella sua prefazione alla Statique des végétaux di Stephen Hales.)
Buffon tradusse Vegetable Staticks di Stephen Hales, The Method of Fluxions and Infinite Series di Isaac Newton, e compose diverse memorie e brani tra cui si ricorda il Discours sur le style, che pronunciò per la sua ammissione all'Académie française: vi forniva egli stesso la teoria del suo stile, e mostrava che lo stile è l'uomo stesso.

### L'Histoire naturelle

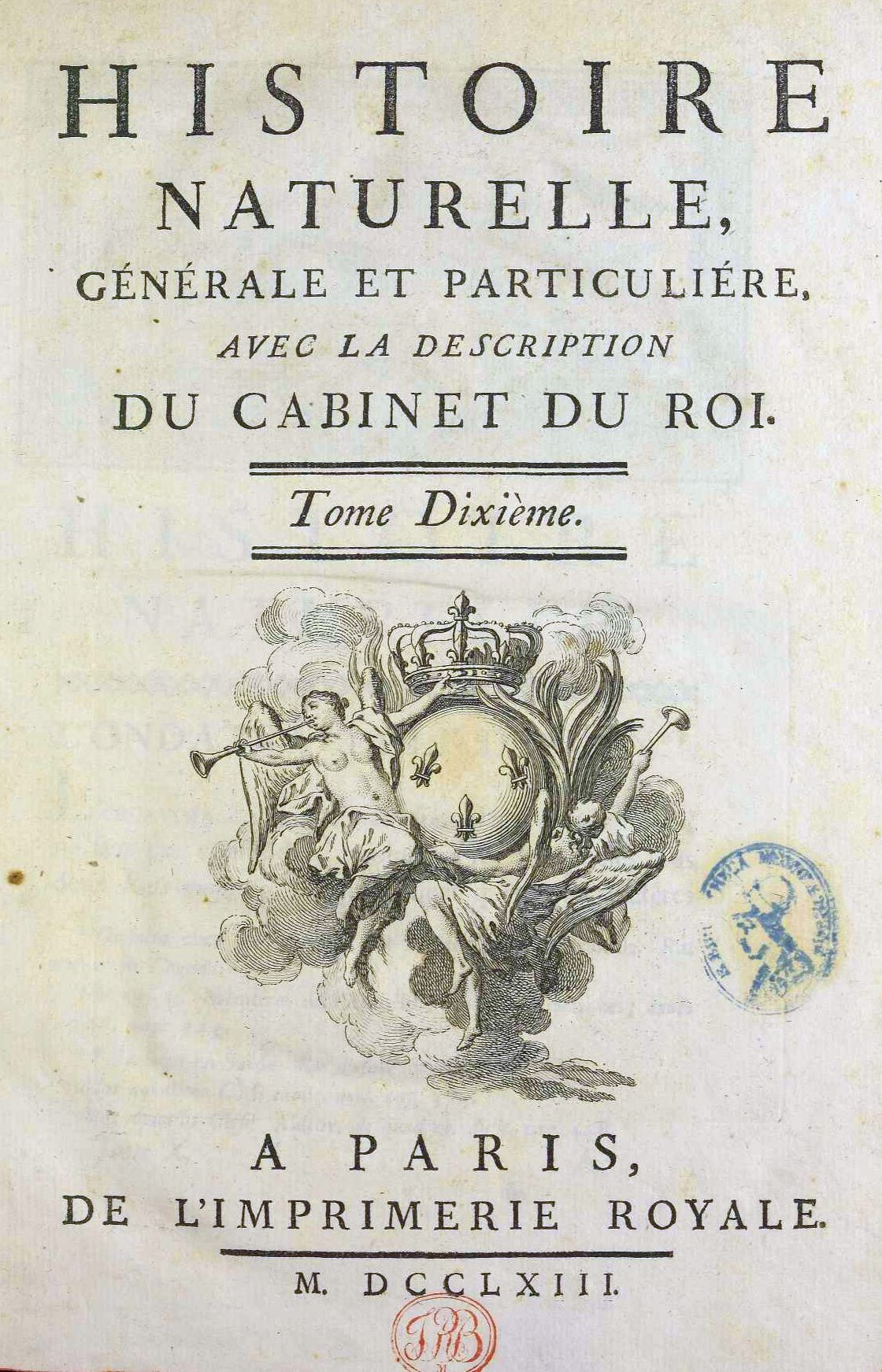
Histoire naturelle, générale et particuliére, volume X, 1763

Buffon è soprattutto famoso per la sua opera maggiore, la Storia naturale (Histoire naturelle, générale et particulière), in 36 volumi apparsi dal 1749 al 1789, di cui 8 postumi grazie al lavoro di Bernard Lacépède. Buffon vi incluse tutto il sapere dell'epoca nel campo delle scienze naturali. È in quest'opera che Buffon rilevò le somiglianze tra l'uomo e la scimmia e la possibilità di una genealogia comune. L'attenzione che Buffon accordava all'anatomia interna lo pone tra gli iniziatori dell'anatomia comparativa. "L'interno, negli esseri viventi, è il fondo del disegno della natura", scrive Buffon nei Quadrupèdes.
La Storia naturale di Buffon, che doveva comprendere tutti i regni della natura, comprende solo i minerali e una parte degli animali (quadrupedi e uccelli). È accompagnata da una Théorie de la Terre, dai Discours sotto forma di introduzione, e dei supplementi tra i quali si trovano le Époques de la nature, una delle più belle opere dell'autore.
Tra i suoi collaboratori, occorre citare per i quadrupedi Louis Jean-Marie Daubenton, che si incaricò della parte delle descrizioni anatomiche, sostituito poi per gli uccelli da Philippe Guéneau de Montbeillard al quale s'aggiunsero, a partire dal 1767, Barthélemy Faujas de Saint-Fond, l'abate Bexon e Charles-Nicolas-Sigisbert Sonnini de Manoncourt.
L'Histoire naturelle conobbe un immenso successo. I primi due volumi, la Théorie de la terre e l'Histoire naturelle de l'homme, ebbero tre riedizioni successive in sei settimane. Traduzioni in tedesco, in inglese e in olandese furono iniziate quasi immediatamente.
Questa enciclopedia è divisa in 36 volumi:
- 15 volumi sui quadrupedi (dal 1749 al 1767).
- 9 volumi sugli uccelli (dal 1770 al 1783).
- 5 volumi sui minerali (dal 1783 al 1788), l'ultimo contiene il Traité de l'aimant, ultima opera di Buffon.
- 7 volumi di supplementi tra cui le Époques de la nature (1778).

### Edizioni
L'Histoire naturelle fu stampata inizialmente dalla Imprimerie royale in 36 volumi in quarto, 1749-1788. Fu continuata nello stesso formato da Lacépède, che descrisse gli ovipari, i serpenti, i pesci, i cetacei (1786-1804). Le opere di Buffon e le sue Suites sono state poi ristampate più volte. Le edizioni migliori, dopo l'edizione princeps, sono quelle di Jean Vincent Félix Lamouroux e Desmarets, 42 volumi in ottavo, di François Cuvier, 1829-1831 42 volumi, e di Marie Jean Pierre Flourens, 1854, 12 volumi in ottavo.
- (FR) Histoire naturelle, générale et particuliére, vol. 3, Paris, Imprimerie Royale, 1749.
- (FR) Histoire naturelle, générale et particuliére, vol. 4, Paris, Imprimerie Royale, 1753.
- (FR) Histoire naturelle, générale et particuliére, vol. 5, Paris, Imprimerie Royale, 1755.
- (FR) Histoire naturelle, générale et particuliére, vol. 6, Paris, Imprimerie Royale, 1756.
- (FR) Histoire naturelle, générale et particuliére, vol. 7, Paris, Imprimerie Royale, 1756.
- (FR) Histoire naturelle, générale et particuliére, vol. 10, Paris, Imprimerie Royale, 1763.
- (FR) Histoire naturelle, générale et particuliére, vol. 11, Paris, Imprimerie Royale, 1754.
- (FR) Histoire naturelle, générale et particuliére, vol. 13, Paris, Imprimerie Royale, 1765.
- (FR) Histoire naturelle, générale et particuliére, vol. 14, Paris, Imprimerie Royale, 1766.
- (FR) Histoire naturelle, générale et particuliére, vol. 15, Paris, Imprimerie Royale, 1767.

### Ruolo e portata delle sue opere
Ci si accorda universalmente a guardare gli scritti di Buffon come il più bel modello della nobiltà e dell'armonia dello stile; si riconosce anche che egli descrisse con fedeltà ammirevole gli usi e i tratti caratteristici degli animali, che egli fece fare dei progressi alla storia naturale, sia attraverso la novità delle viste, sia tramite la moltitudine delle sue ricerche, e che egli rese un grande servizio riunendo moltissimi materiali sparsi e diffondendo in Francia il gusto per lo studio della natura.
Ma malgrado il suo impatto e il ruolo che giocò nella diffusione delle conoscenze scientifiche, l'opera soffre di molte lacune. Prima di tutto, Buffon non è un sistematico, cosa che lo porta a presentare i gruppi in modo rudimentale. Inoltre si dilunga in particolare sulle specie più conosciute e non nomina che di sfuggita le altre specie. Gli si rimprovera di aver disdegnato o addirittura escluso le classificazioni scientifiche senza le quali non c'è tuttavia né ordine né chiarezza. Non è un osservatore molto affidabile, cosa che lo porta a numerosi errori come quello di confondere il caprimulgo con una rondine o che i rondoni sono essi stessi, delle vere rondini e, a ben guardare, più rondini delle rondini stesse. Buffon e i suoi collaboratori saccheggiano le opere dei loro predecessori da Aristotele a Plinio, da Belon a Gessner... anche se le nuove informazioni, spesso provenienti da corrispondenti lontani, gli forniscono delle osservazioni spesso inedite. Infine, gli autori privilegiano formulazioni adatte a attirare un pubblico di neofiti. Sempre con lo scopo di attrarre il pubblico le specie poco carismatiche sono ignorate. Gli si rimprovera soprattutto di aver avanzato delle ipotesi azzardate (in particolare nelle sue Époques de la nature): suppone che la Terra sia stata staccata dal Sole dall'impatto di una cometa, attribuisce agli animali un senso interiore materiale, ipotesi ancora meno chiara di quella a cui era ricorso Cartesio.
In definitiva, il suo ruolo è stato significativo soprattutto nel diffondere l'interesse dello studio scientifico (un po' come fece, nello stesso periodo, lo Spectacle de la nature dell'abate Pluche). Georges Cuvier, per citare solo un esempio, si appassionò alla storia naturale grazie alla lettura di Buffon.

## L'ago di Buffon

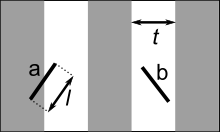
L'ago a cade a cavallo delle linee, mentre l'ago b no.

In matematica il risultato più celebre di Buffon, che costituisce il primo esempio di metodo Monte-Carlo, permette di determinare il valore di {\displaystyle \pi } per mezzo di un ago e di un parquet.
Il principio è il seguente: dato un fascio di rette parallele (le righe del parquet) distanti t e un ago di lunghezza l<t, si lasci cadere l'ago sul fascio di rette. La probabilità che questo intersechi una retta è {\displaystyle {\frac {2}{\pi }}{\frac {l}{t}}}.

All'aumentare dei tentativi la frequenza con cui l'ago copre una linea (rapporto fra i casi in cui questo accade e il numero totale dei lanci) tende alla probabilità: è dunque possibile stimare {\displaystyle \pi } con una precisione che dipende solo dal numero dei tentativi e dal rapporto lunghezza dell'ago-distanza fra le rette utilizzato.

## Gli specchi ustori
Buffon fu uno dei pochi scienziati a sostenere la veridicità storica dell'esperienza degli specchi ustori di Archimede. Egli, infatti, costruì un modello di specchi composto da 148 specchi piani regolabili, dotati di leverismi. In questo modo l'intera struttura era in grado di variare il fuoco ed adattarsi alla posizione assunta.

L'esperienza di Buffon ebbe successo, egli infatti riuscì a concentrare la luce del sole e a fondere del piombo e dello stagno.